# Marienkirche (Vigala)
Die Marienkirche ist das einzige Gotteshaus auf dem Gebiet der Landgemeinde Vigala. Sie gehört zur Estnischen Evangelisch-Lutherischen Kirche.
Der barocke Altar und die Kanzel der Marienkirche sind von Christian Ackermann. Die Hauptorgel wurde 1886 von Friedrich Wilhelm Müllverstedt gebaut. Sie ist eine der 10 bis heute erhaltenen Orgeln dieses Baumeisters, die in den estnischen Gemeinden Vara, Rõngu, Puhja, Põlva, Kursi, Häädemeeste, Vigala, Vändra und Nõo sowie in der St.-Peters-Kirche in Tartu stehen.

## Kriegerdenkmal

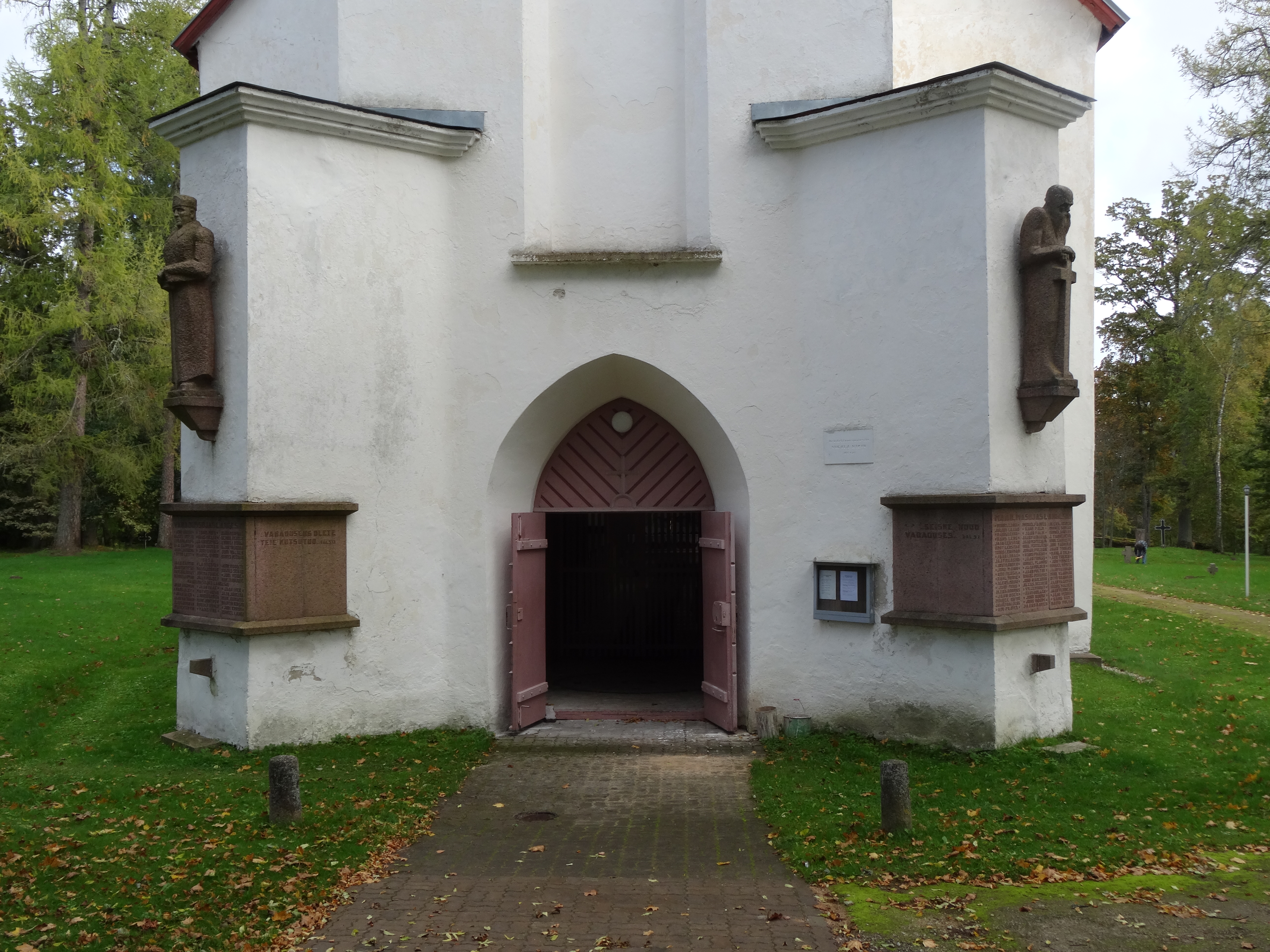
Turm und Haupteingang mit Namenstafeln und den Skulpturen „Krieger“ und „Bauer“

Der 1933 fertiggestellte Kirchturm ist ein Denkmal für die aus Vigala stammenden Männer, die bei den Unruhen von 1905, im Ersten Weltkrieg und im Freiheitskrieg gefallen sind.
Das Bauwerk ist ein Beispiel des Werks der Architekten Alar Kotli und Karl Lüüs sowie des Bildhauers Richard Hammer-Vasard.
Am 30. Juni 1933 wurde das Denkmal feierlich eröffnet.
1944 wurden auf Initiative von Pastor Ferdinand Jürgenson die Namenstafeln der Gefallenen mit Kalk übertüncht und das Freiheitskreuz mit Blech versteckt, um sie vor Zerstörung durch die Behörden zu bewahren. Im Herbst 1950 wurden die beiden Skulpturen „Krieger“ und „Bauer“ auf Initiative von Pastor Agu Põld entfernt und versteckt.
1988 wurde das Denkmal als erstes in Estland wiederhergestellt.

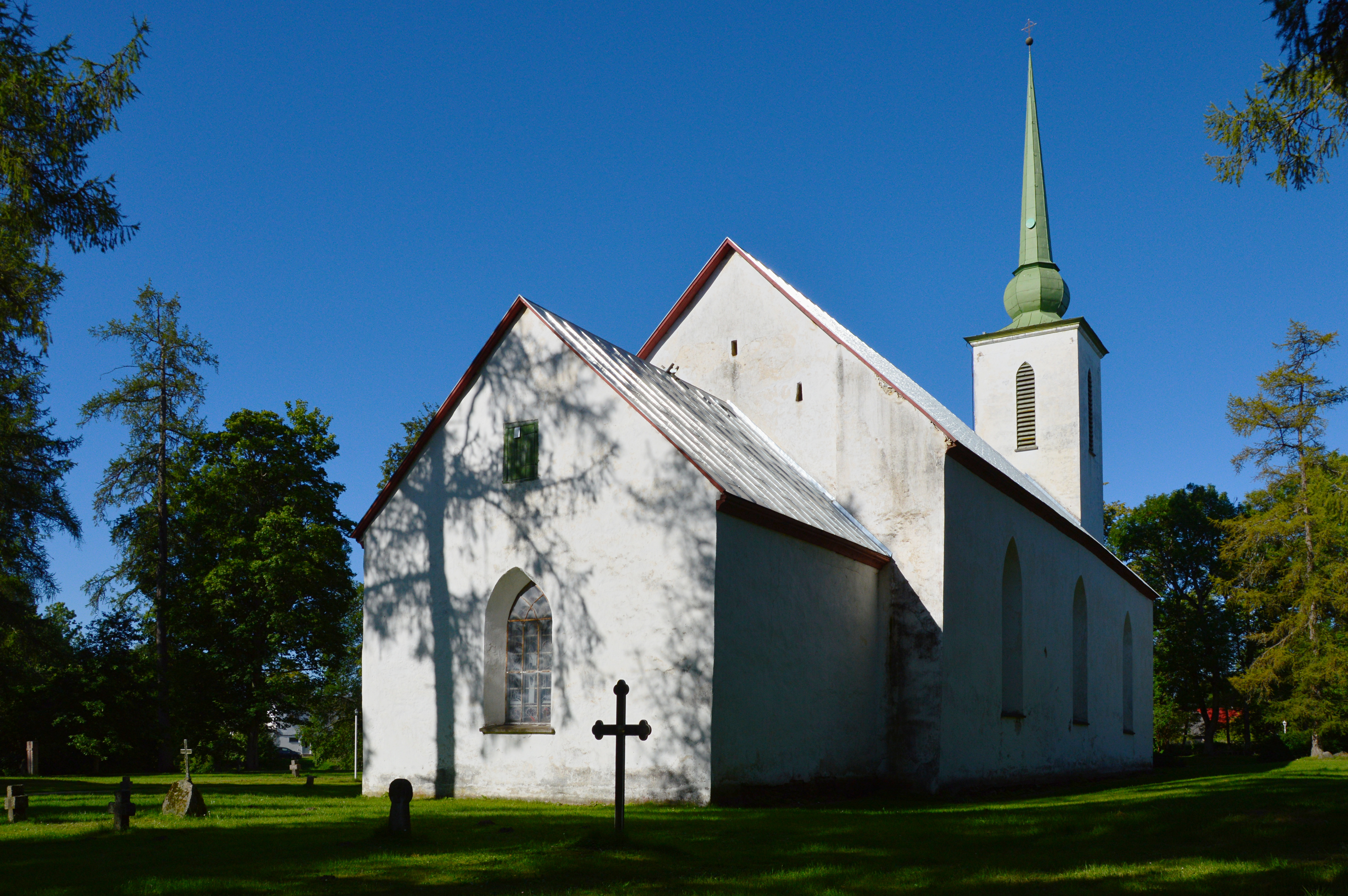
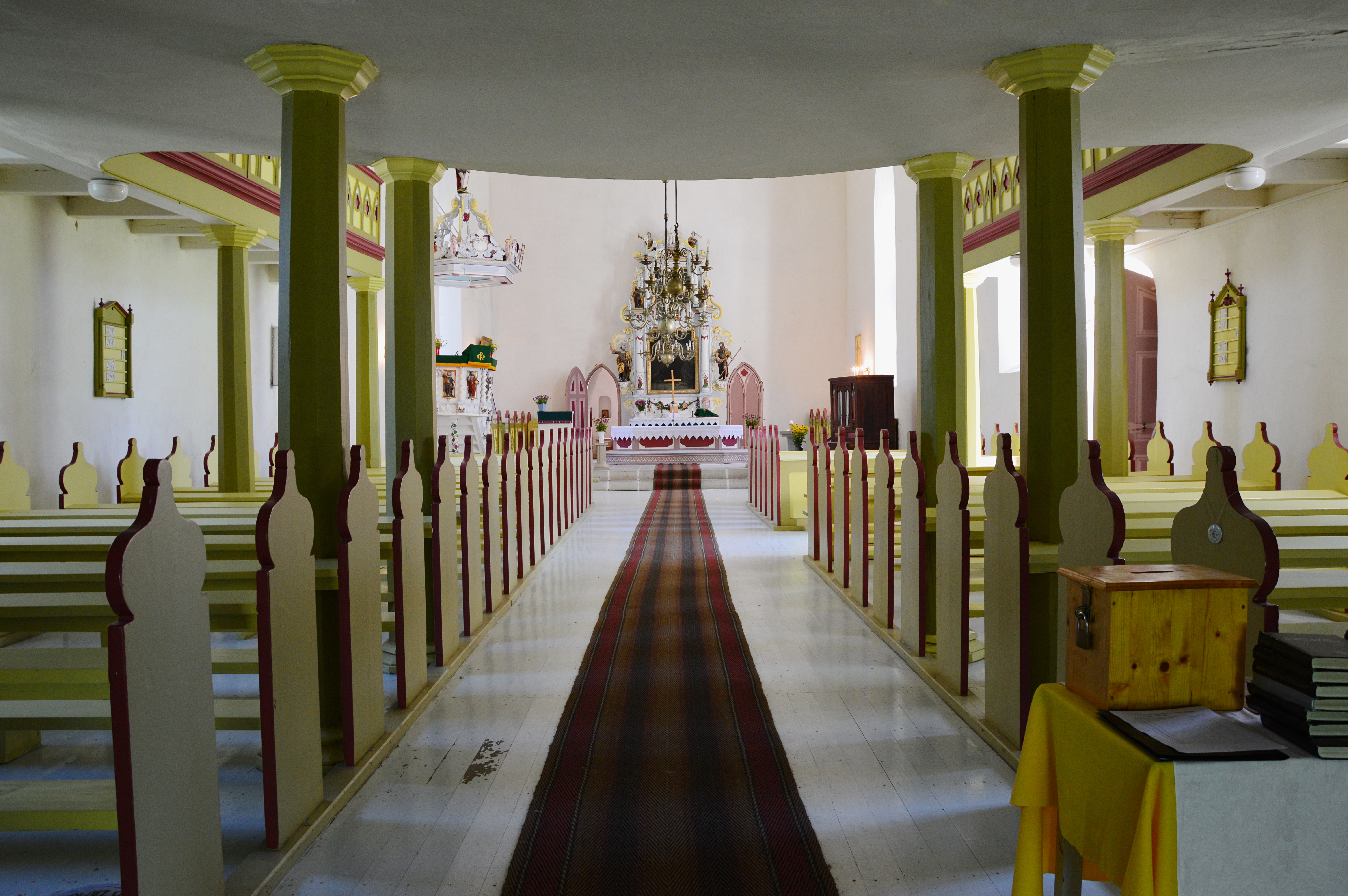
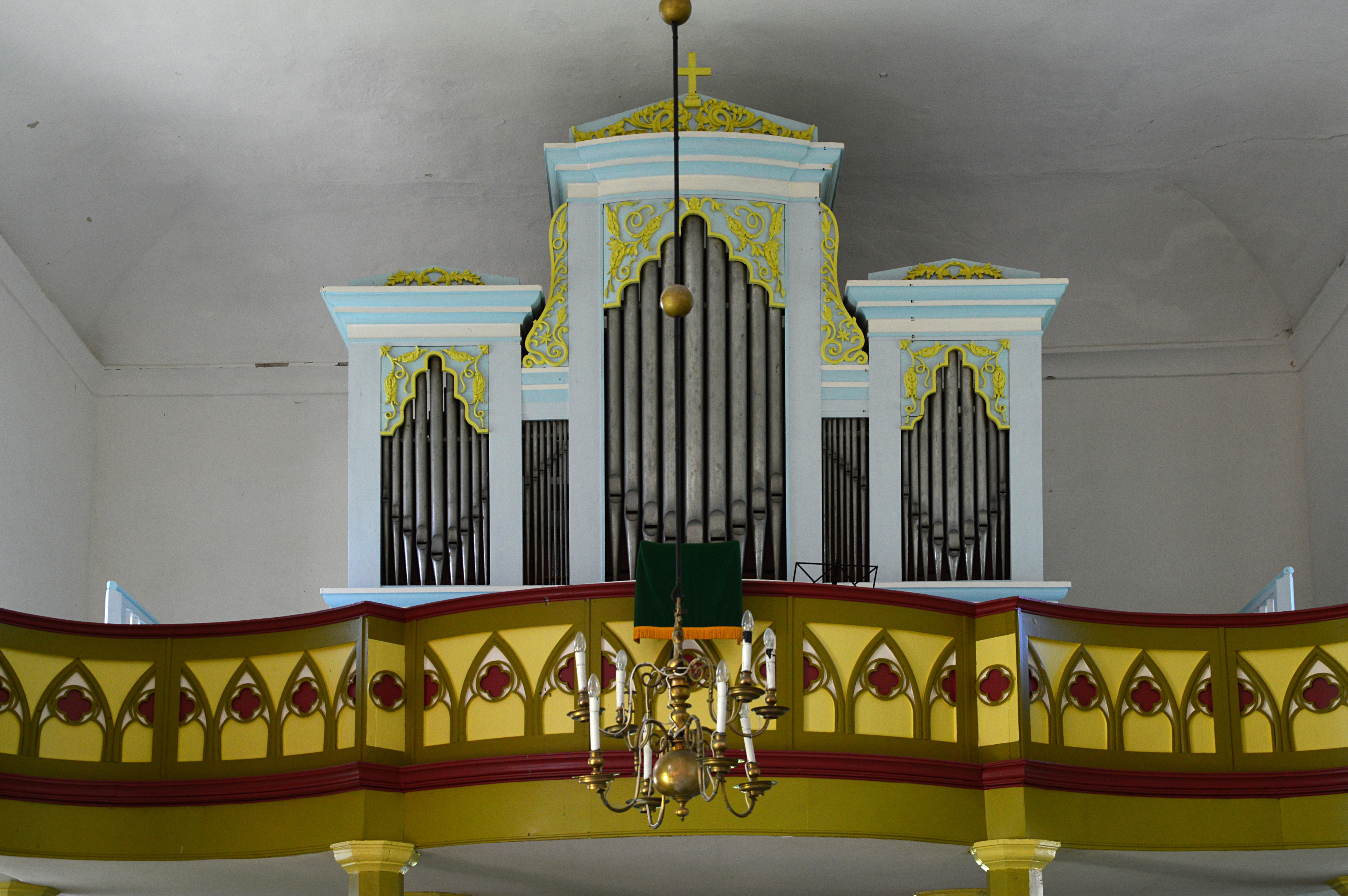
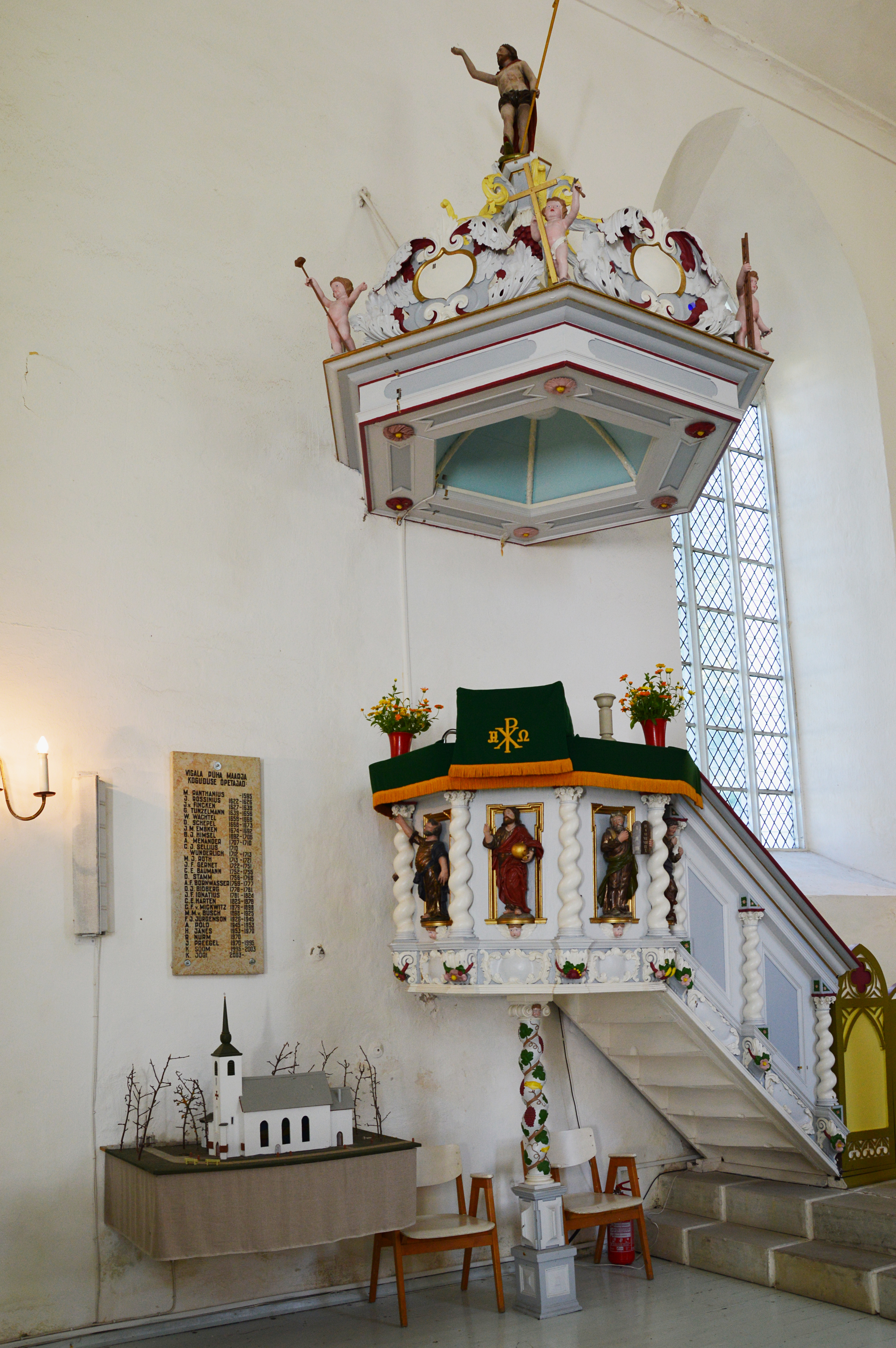
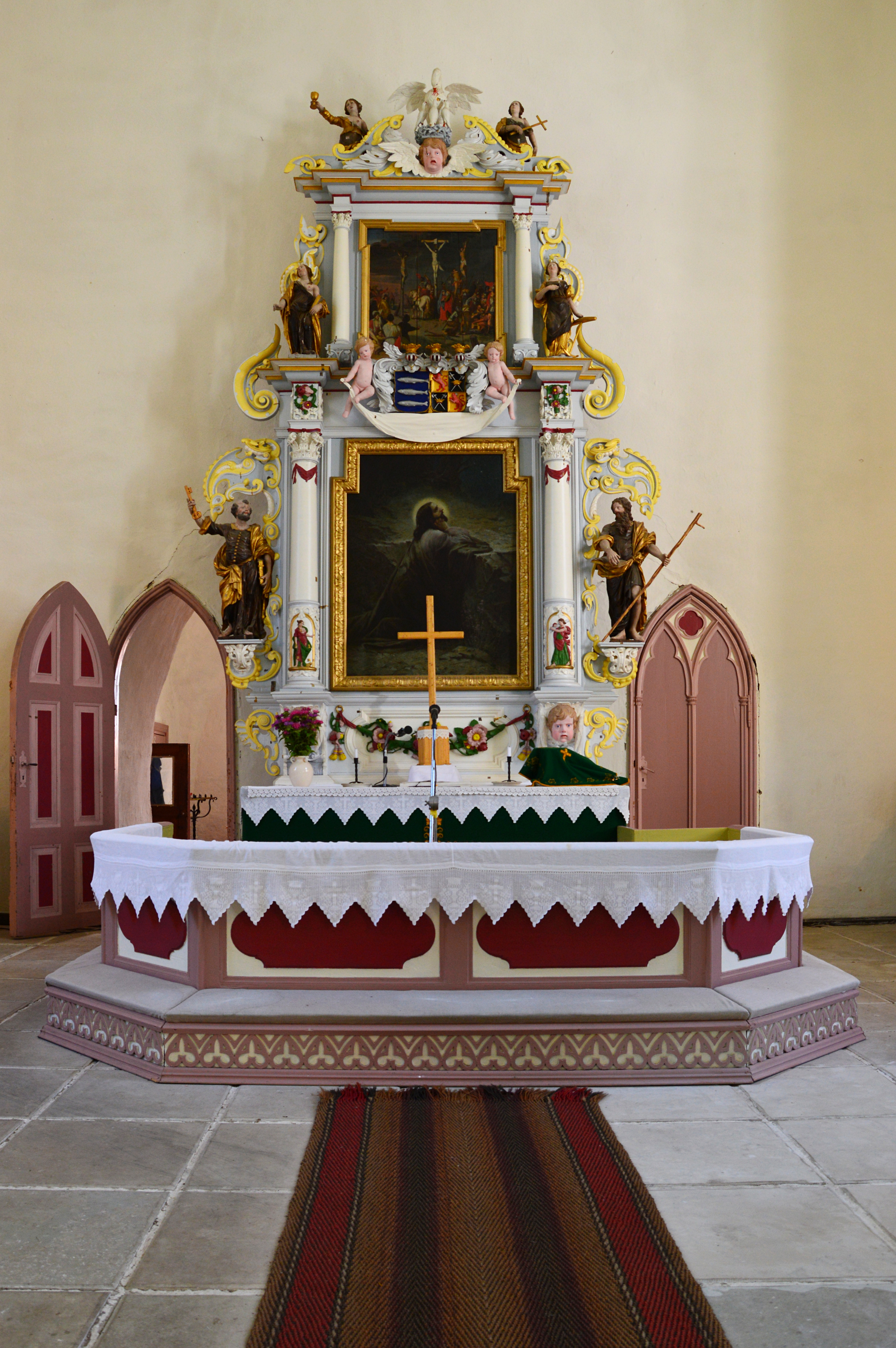